# Grijskeeltiran
De grijskeeltiran (Myiarchus cinerascens) is een zangvogel uit de familie Tyrannidae (tirannen).

## Verspreiding en leefgebied
Deze soort broedt in de Verenigde Staten en Mexico en overwintert in Midden-Amerika. Er zijn twee ondersoorten:
- M. c. cinerascens: de zuidwestelijk Verenigde Staten en westelijk Mexico.
- M. c. pertinax: zuidelijk Baja California.

## Status
De grootte van de populatie is in 2019 geschat op 10 miljoen volwassen vogels. Op de Rode lijst van de IUCN heeft deze soort de status niet bedreigd.